# Петру, Рышард

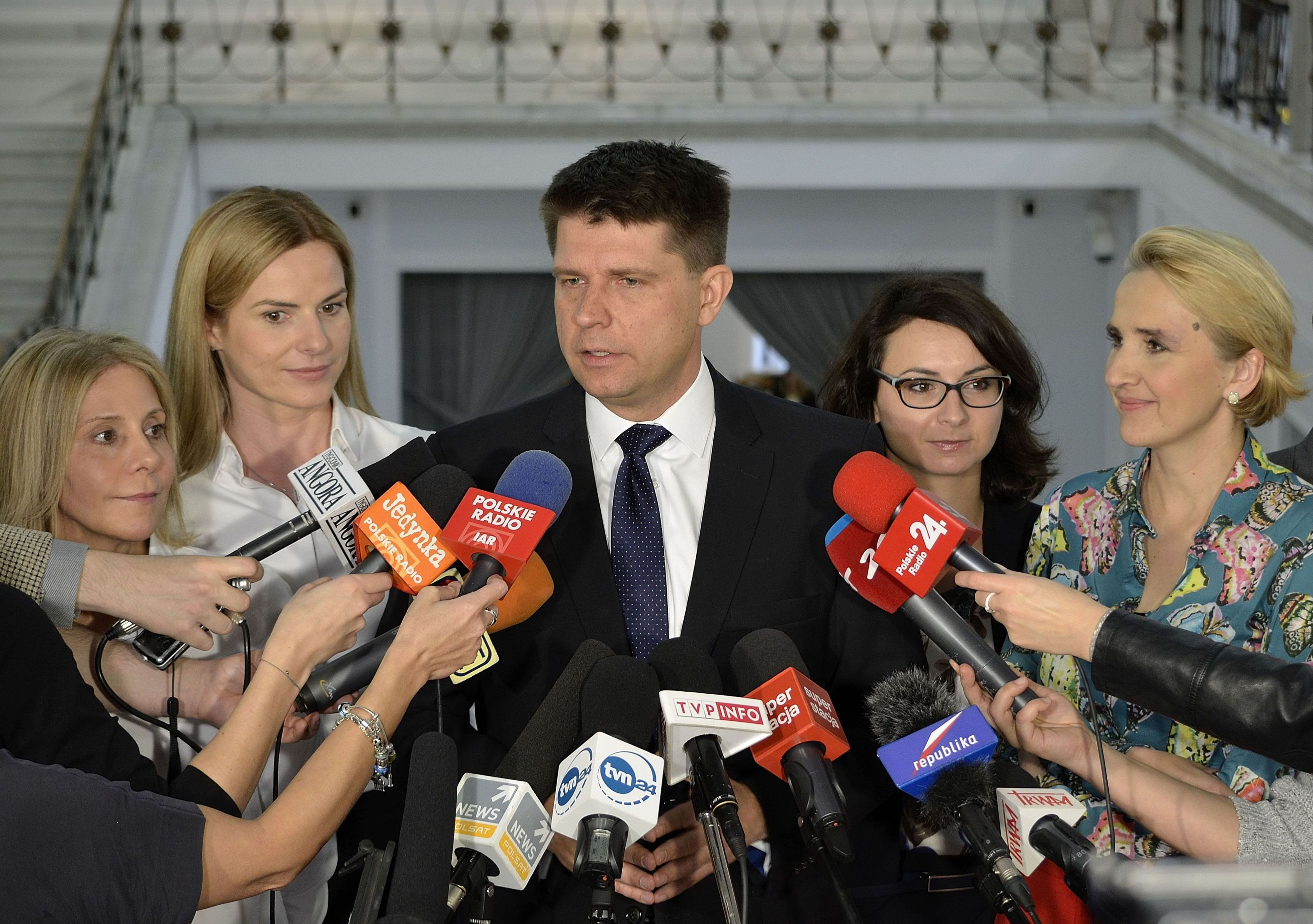
Рышард Петру с депутатами Новочесной (2015)

Рышард Ежи Петру (пол. Ryszard Jerzy Petru, род. 6 июля 1972, Вроцлав) — польский экономист и политик, президент Ассоциации польских экономистов, основатель и глава партии «Современная», депутат Сейма VIII и X созывов (2015-2019, с 2023).

## Биография
Родился во Вроцлаве, в семье физиков, сотрудников университета. Во Вроцлаве окончил среднюю школу и год обучался на факультете компьютерных наук и менеджмента Вроцлавской Политехники, потом переехал в Варшаву, где окончил Варшавскую школу экономики. Во время обучения был ассистентом депутата Владислава Фрасынюка. С 1995 года был ассистентом Лешека Бальцеровича, а в 1997–2000 годах, когда тот был заместителем премьер-министра и министром финансов, был его советником.
В 2001–2004 годах — экономист Всемирного банка, позже работал на руководящих постах в ряде польских банков.
В 2011 году выбран главой Общества польских экономистов.
Автор публикаций на экономические темы.
В мае 2015 года Рышард Петру основал фонд Современная РП (пол. Nowoczesna RP). В августе 2015 года была зарегистрирована политическая партия Современная Рышарда Петру.
На парламентских выборах в октябре того же года Рышард Петру получил в столичном избирательном округе мандат депутата сейма восьмого созыва. Партия на этих выборах заняла четвёртое место с поддержкой 7,6%, что дало ей 28 мест в Сейме.
17 ноября 2018 года вместе с Йоанной Шеринг-Вилгус объявил о создании новой группы под названием Teraz! (ранее зарегистрированной как партия). Несколько месяцев спустя партия Teraz! была ликвидирована. Соратники её лидера подали заявку на регистрацию партии под названием «Teraz!» Рышарда Петру, которая также была ликвидирована в том же году. Также в 2019 году Рышард Петру заявил об уходе из политики и возвращении в бизнес; он не участвовал в парламентских выборах в том году. В 2020 году стал управляющим партнером коммерческой юридической компании Petru Zientek Capital Partners. В 2021 году он основал аналитический центр Институт либеральной мысли (пол. Instytut Myśli Liberalnej). В январе 2022 года вернулся в Новочесну. В мае 2023 года он объявил о намерении баллотироваться в Сенат по округу № 43 от имени своего комитета, поэтому председатель партии Адам Шлапка объявил о своём отстранении от участия. В сентябре того же года он присоединился к польскому общественному движению «Польша 2050».
На парламентских выборах в том же году он был избран в Сейм от коалиции «Третий путь». Начиная с последнего места в её списке в Варшавском округе, он получил 24 192 голоса. В Сейме 10-го созыва он стал председателем комитета по экономике и развитию и членом комитета по общественным финансам.

## Личная жизнь
Рышард был женат на Малгожате с 1997 года, у них две дочери: Катажина и Магдалена. В 2016 году супруги расстались, а затем развелись. Его новой партнёршей стала депутат парламента Йоанна Шмидт. Пара поженилась в 2024 году.

## Публикации
- Od czego zależy wartość majątku państwowego? (От чего зависит стоимость государственного имущества?, CASE[пол.], Warszawa 1996)[21]
- Zaskórniaki i inne dziwadła z krainy portfela (Черноголовые и прочие чудаки из страны кошелька), соавтор: Grzegorz Kasdepke[пол.] (NCK, Warszawa 2014)[22]
- Koniec wolnego rynku? Geneza kryzysu (Конец свободного рынка? Истоки кризиса), соавтор: Лукаш Липиньский (Łukasz Lipiński) (NCK, Warszawa 2014)[23]
- Gospodarka zwycięży (Экономика победит, 5Why Promotion, Warszawa 2023)